# Preaerazione delle acque reflue
La preaerazione delle acque reflue è uno dei trattamenti meccanici preliminari a cui vengono sottoposte le acque di scarico all'ingresso degli impianti di depurazione per rimuovere e ridurre i materiali sospesi e galleggianti. In alcuni casi particolari, come per le acque di pioggia o lo scarico a mare, tali trattamenti non hanno carattere preliminare, ma possono costituire l'unico intervento prima della dispersione dei reflui nell'ambiente.
La preaerazione in particolare consiste nel disciogliere ossigeno nell'acqua da trattare,  attraverso il miscelamento con l'aria.

## Finalità
Le finalità specifiche del trattamento sono:
- L'aumento della quantità di ossigeno disciolto nel liquido da trattare, per diminuire la produzione di odori ed esalazioni tossiche (H2S);
- Il miglioramento della miscelazione del liquido e la promozione di una limitata flocculazione naturale, favorevole a eventuali fasi successive sedimentazione primaria;
- Il miglioramento della separazione di sabbie, frazione organica e materiali flottanti;
- Il mantenimento in sospensione dei solidi sedimentabili.

La pre-aerazione viene realizzata attraverso dispositivi che operano una diffusione di aria nel liquido, tramite insufflazione o agitazione meccanica.

## Dispositivi di aerazione per insufflazione di aria compressa
L'aria viene insufflata nel volume di refluo da trattare, attraverso:
- corpi di diffusione: possono essere tubi o piastre (solitamente in materiale plastico), matrici ceramiche contenenti materiale poroso (ad esempio ossidi di silicio o alluminio). Creano bolle di piccole dimensioni, con elevate superfici di interfaccia aria-liquido; hanno quindi buone efficienze di trasferimento. Possono richiedere manutenzione per la possibilità di intasamento dei corpi di diffusione;
- orifizi  o altri dispositivi attraverso i quali l'aria viene forzata creando turbolenza nel liquido e causando la formazione di bolle di dimensioni medio- grandi. Le efficienze di trasferimento sono inferiori rispetto ai sistemi con corpi di riempimento ma non necessitano di filtrazione preventiva dell'aria da insufflare.

## Dispositivi di aerazione meccanica superficiale
Movimentano il liquame in superficie, attraverso dispositivi quali:
- spazzole: sono assimilabili nella forma a grandi scovoli, montati con l'asse di rotazione posta in posizione orizzontale, poco sopra la superficie del liquido, in maniera che gli elementi ruotando “battano” la superficie, sollevando gocce nell'atmosfera. In tal maniera si crea aerazione e si attua anche avanzamento del liquido.
- turbine ad asse verticale, che possono essere fisse o galleggianti. Sono note come “turbine”, ma in realtà sono pompe a girante aperta che aspirano il liquido da trattare e lo disperdono in piccole gocce in atmosfera, in prossimità della superficie.

I sistemi di aerazione superficiale hanno buone rese, in termini di trasferimento di ossigeno al liquido per unità di potenza installata. 
Sono però più rumorose rispetto ai sistemi per insufflazione, possono causare dispersioni di aerosol in atmosfera, e temono la formazione di gelo invernale.

## Dispositivi di aerazione a turbina sommersa
Utilizzano giranti analoghe alle turbine di superficie (anche in questo caso si tratta in realtà di pompe); la differenza consiste nel fatto che l'aria viene fornita attraverso una tubazione in pressione. Può essere iniettato anche ossigeno puro al posto dell'aria, con aggravio dei costi. 
L'aria può essere fornita da un compressore esterno, ad esempio attraverso un anello di distribuzione posto immediatamente al di sotto delle pale, oppure essere forzata nel liquido “per induzione” (cioè senza una macchina apposita per la compressione) dalla pompa stessa. In quest'ultimo caso, l'aspirazione avviene per effetto Venturi: la pompa è dotata di una voluta che convoglia il liquido pompato in un eiettore. La depressione del fluido è sufficiente per aspirare l'aria, attraverso un tubo verticale che termina al di sopra del livello del liquido.
Si tratta di un sistema “misto” rispetto alle due tipologie precedenti, in quanto sfrutta l'agitazione meccanica, che crea moto turbolento, e l'insufflazione forzata di aria nel liquido da trattare.
Il sistema è particolarmente adatto per serbatoi di altezza maggiore (alcuni metri). L'efficienza di trasferimento di ossigeno è alta perché si realizzano elevate pressioni e tutto l'ossigeno attraversa il liquido, dal fondo alla superficie.

## Applicazioni
Pretrattamento negli impianti di trattamento delle acque urbane e di varie tipologie di scarichi industriali